# Woodville, Georgia
Woodville är en ort i Greene County i Georgia. Vid 2020 års folkräkning hade Woodville 264 invånare.